# Визнер (Луизијана)
Визнер (енгл. Wisner) град је у америчкој савезној држави Луизијана.

## Демографија
По попису из 2010. године број становника је 964, што је 176 (-15,4%) становника мање него 2000. године.
| Група             | 2000.       | 2010.       |
| Белци             | 707 (62,0%) | 524 (54,4%) |
| Афроамериканци    | 405 (35,5%) | 422 (43,8%) |
| Азијати           | 0 (0,0%)    | 1 (0,1%)    |
| Хиспаноамериканци | 16 (1,4%)   | 13 (1,3%)   |
| Укупно            | 1.140       | 964         |